# BackBox
BackBox este o distribuție GNU/Linux derivată din Ubuntu, proiectată pentru a executa Penetration Test și Vulnerability Assessment.BackBox furnizează un set de instrumente care ușurează analiza rețelelor și sistemelor informatice. Aceasta integrează într-un desktop complet, toate instrumentele necesare unui Ethical Hacker pentru a executa teste de securitate.

## Conținut
Obiectivul principal este cel de a oferi un sistem alternativ, extrem de flexibil și performant, cu un desktop manager complet dar minimal.
BackBox Linux utilizează XFCE ca window manager predefinit. În această distribuție este instalată o selecție bogată de instrumente, indispensabile pentru analiza sistemelor, aplicațiilor, rețelelor si pentru activități legate de computer forensics.
Punctul forte al acestei distribuții este repository-ul Launchpad actualizat constant la ultima versiune stabilă a programelor de securitate.
Dezvoltarea și integrarea programelor în distribuție urmează cu mare atenție criteriile Debian Free Software Guide Lines.

## Istorie
Proiectul BackBox Linux prinde viață în Italia în 2010. Distribuția creată de Raffaele Forte, student în Inginerie Informatică la Universitatea din Calabria și pasionat de securitate, este publicată in Septembrie al aceluiași an.
Open Soluzioni, comunitatea web nascută cu obiectivul de a promova folosirea instrumentelor Open Source, se proclamă promoter al proiectului si îi urmarește dezvoltarea.
Actualmente proiectul este dezvoltat cu ajutorul comunitații internaționale de Open Source.

## Lansări
| Data              | Lansări                    |
| ----------------- | -------------------------- |
| 9 septembrie 2010 | Lansat BackBox Linux 1 RC  |
| 21 octombrie 2010 | Lansat BackBox Linux 1 RC2 |
| 3 ianuarie 2011   | Lansat BackBox Linux 1     |
| 5 mai 2011        | Lansat BackBox Linux 1.05  |
| 3 septembrie 2011 | Lansat BackBox Linux 2     |
| 2 ianuarie 2012   | Lansat BackBox Linux 2.01  |
| 24 aprilie 2012   | Lansat BackBox Linux 2.05  |
| 24 octombrie 2012 | Lansat BackBox Linux 3.0   |
| 23 ianuarie 2013  | Lansat BackBox Linux 3.01  |
| 23 mai 2013       | Lansat BackBox Linux 3.05  |

## Categorii
În BackBox Linux sunt incluse diferite categorii de instrumente:
- Information Gathering
- Vulnerability Assessment
- Exploitation
- Privilege Escalation
- Maintaining Access
- Documentation & Reporting
- Reverse Engineering
- Social Engineering
- Forensic Analysis
- VoIP Analysis
- Wireless Analysis

## Referinte
1. ↑  „Team/Developers”. Arhivat din original la 5 ianuarie 2012. Accesat în 25 martie 2012.